# Lanius isabellinus

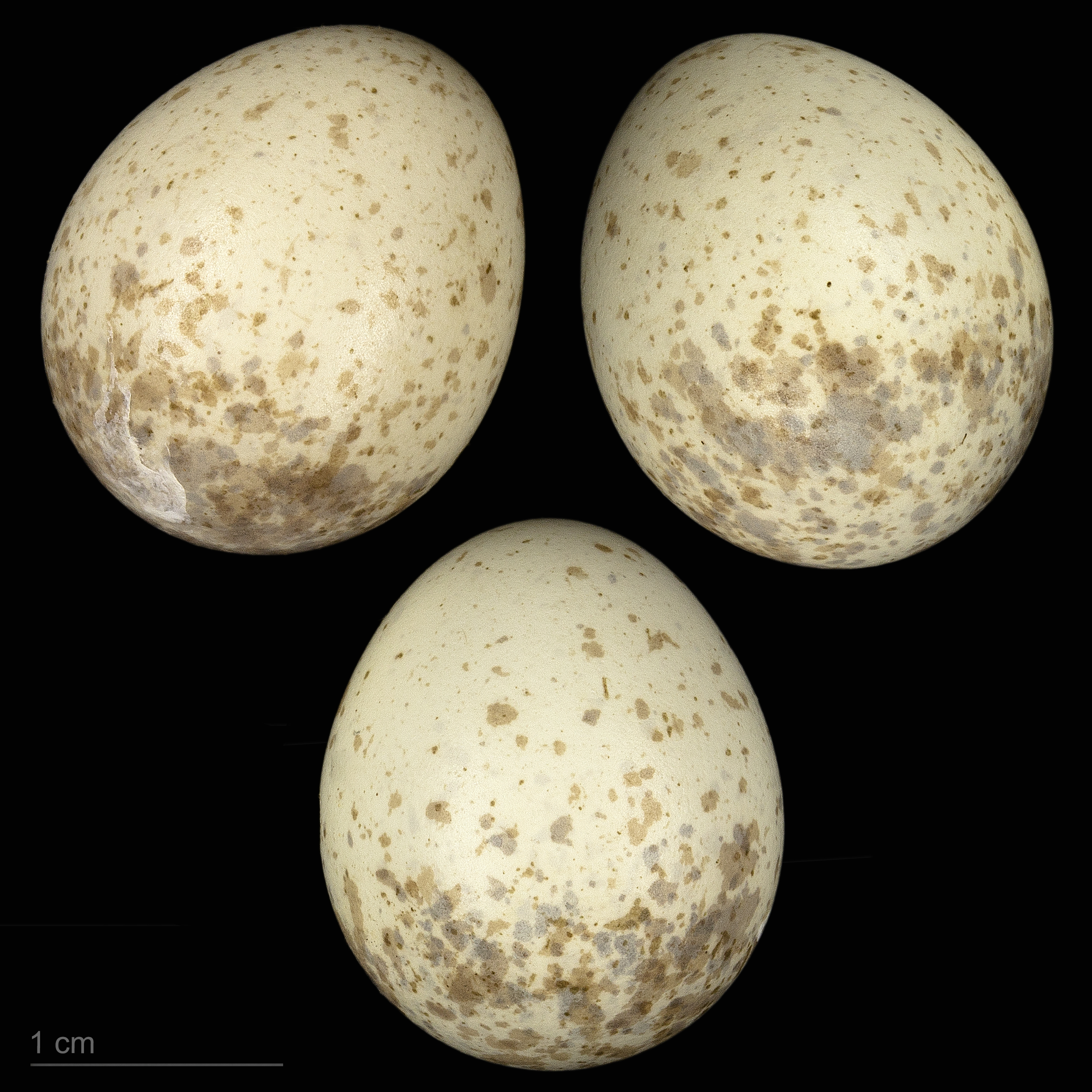
Lanius isabellinus phoenicuroides - MHNT

El alcaudón isabel (Lanius isabellinus) es una especie de ave paseriforme perteneciente a la familia de Laniidae propia de Asia y África. Se distribuye por Arabia, Rusia, Afganistán, noreste y este de África, Pakistán e India.

## Subespecies
- Lanius isabellinus arenarius
- Lanius isabellinus isabellinus
- Lanius isabellinus phoenicuroides
- Lanius isabellinus speculigerus
- Lanius isabellinus tsaidamensis